# عمران (شهر)
 عمران  شهریست کوهستانی از توابع استان عمران در کشور یمن در شبه جزیره عربستان .شهر عمران مابین راه اصلی بین شهر صنعاء وصعده واقع شده‌است. در شهر عمران آثارهایی از دوران سبا برجای مانده‌است. همچنین آثار قلعهٔ بزرگی در ضلع جنوبی شهر دیده می‌شود.